# René Harris
René Reynaldo Harris (Aiwo, 11 de novembro de 1947 – Aiwo, 5 de julho de 2008) foi presidente da República de Nauru durante quatro vezes entre 1999 e 2004. Ele também foi membro do parlamento entre 1977 e 2008. Faleceu de ataque do coração.